# Tsal Melàmed
Tsal Àizikovitx Melàmed, rus: Цаль А́йзикович Мела́мед (16 de març de 1910 - 3 de juliol de 1992) fou un escriptor satíric soviètic letó que va publicar a les revistes Dadzis, Krokodil, al diari de Riga Sovietskaia Molodej i a la revista Daugava.
Fins a 1970, va treballar a com a enginyer elèctric. Fou autor de publicacions científiques i diverses invencions (interruptor d'alt voltatge amb doble salt per fase, 1947). Des de finals de la dècada de 1950, va publicar poemes i prosa humorístics, així com històries fantàstiques: «Побеждённый вирус», 1962, «Робот не ошибается», 1967, «Робот сказал: НОТ», 1974, «Прозрачный человек», 1974, «Вечный двигатель», 1974; пьеса «Чудо техники», 1960. El seu aforisme més famós: "El cor és una cosa molt fràgil: batega".

## Llibres[2]
- Лавровый веник: басни, шутки, эпиграммы, юморески, фельетоны, короткие сказки, рассказы. Riga: Latgosizdat, 1962.
- Улыбки до востребования. Riga: Liesma, 1966
- Горячая вода круглосуточно. Sèrie «Biblioteka krokodila». núm. 23(544). Moscou: Pravda, 1968
- Дружеский фарш: юмор и сатира. Riga: Liesma, 1969.
- Спрессованные строки: Афоризмы. Riga: Liesma, 1970.
- Куда смотрят мужчины? Riga: Liesma, 1974.
- Таланты без поклонников. Riga: Liesma, 1977.
- Премиальные бивни: афоризмы, побасёнки, эпиграммы, юморески. Riga: Liesma, 1980.
- Между прочим...: Афоризмы и шутки. Riga: Liesma, 1982.
- Поэмы на диете. Riga: Liesma, 1984.
- Безотказный бумеранг: Афоризмы, юмористические стихи и проза. Riga: Liesma, 1990.

## Publicacions
- M. M. Akodis, Ts. A. Melamed. Влияние скорости восстановления напряжения на работу выключателей и разрядников. Elektritxeskie stantsii, 1939, núm. 4—5.[3][4]
- Ts. A. Melamed. О разработке и испытаниях высоковольтных предохранителей. Elektritxeskie stantsii, núm 2, 1940.[5]

## Selecció d'aforismes[6]
- Афоризм подобен фазану: он тоже ценен содержанием, но пленяет опереньем / L'aforisme és com un faisà: també és valuós en el contingut, però captiva amb les plomes.
- У лжи короткие ноги, но зато какой длинный язык / Les mentides tenen les potes curtes, però la llengua llarga.
- Труднее всего заполнить умными мыслями пустые головы / El més difícil d'omplir de pensaments intel·ligents són els caps buits.
- Бессмертие, конечно, миф, но миф этот бессмертен / La immortalitat és, per descomptat, un mite, però aquest mite és immortal.
- Пища для размышлений не всегда калорийна / Els aliments per al pensament no sempre són calories.
- Природа и впрямь все терпит, но ничего не прощает / La naturalesa en realitat ho tolera tot, però no perdona res.
- Чем прозрачнее намерения, тем труднее их разглядеть / Com més transparents siguin les intencions, més difícil és veure-les.
- Победы над здравым смыслом не афишируются / Les victòries sobre el sentit comú no s'anuncien.
- Когда все становится на свои места, выясняется, что кое-кому места не хватает / Quan tot cau al seu lloc, resulta que algunes persones no tenen prou espai.
- Подлинно незаменим тот, кто способен заменить незаменимого / És autènticament indispensable aquell que és capaç de reemplaçar l'irreemplaçable.
- Его ахиллесовой пятой была голова / El seu taló d'Aquil·les era el cap.
- Краткость не только сестра таланта, но и дочь лени / La brevetat no és només la germana del talent, sinó també la filla de la mandra
- Жизнь – премьера, проводимая без репетиций / La vida és una estrena sense assaigs.